# Hostal d'Olot
L'Hostal d'Olot és un edifici situat als carrers dels Flassaders, 21, Sabateret, 1-3 i de l'Hostal de Sant Antoni, 6 de Barcelona, catalogat com a bé cultural d'interès local.

## Història
L'Hostal d'Olot va ser inaugurat el setembre del 1789 per Gabriel Colomina, que poc després, va demanar permís per a col·locar-hi un rètol amb una gran ala. Hi van tenir anomenada les seves guatlles anb pebrot, que només servia a clients distingits.
El 1795, l'adroguer Josep Ramoneda i Darrer, propietari de la finca, va demanar permís per a remuntar-hi dos pisos i reformar.hi obertures. Casat amb Josepa Pi, germana del botiguer de teles Josep Ignasi Pi, fou succeït pel seu fill Francesc Ramoneda i Pi, que el 1814 va demanar permís per a eixamplar-hi una porta, segons el projecte del mestre de cases Jeroni Granell. El 1819, va demanar permís per a convertir una finestra en balcó al carrer dels Flassaders, segons el projecte del mestre de cases Jaume Flaquer, i novament el 1824 per a obrir una finestra amb reixa al carrer d'en Sabateret.
El 1951, una explosió de material pirotècnic va causar danys estructurals a l'edifici. El 1990, l'empresa Barna Rehabilitació, formada per Crèdit Fonsier, Confort i l'Ajuntament de Barcelona, va obtenir llicència per a rehabilitar la finca, excepte la part del núm. 3 del carrer de Sabateret, d'obra nova. El 1999, l'edifici va acollir un espai polivalent on hi havia un restaurant, una sala d'art i una botiga de moda, i el 2013 es va transformar novament en l'anomenat Mercat Princesa, on se situaven tota mena de restaurants.

## Descripció
És un casalot de notables dimensions, que té un interessant pati amb escalinata, arcades de pedra i accés a les antigues dependències. Els murs són realitzats amb carreus petits i irregulars, excepte a la cantonada, on són més grossos i més ben escairats. Té diversos portals, el principal dels quals és de mig punt i adovellat i els altres de llinda i brancals de pedra, igual que les llosanes dels tres balcons.